# Corneliu Baba
Corneliu Baba (18. listopadu 1906, Craiova – 28. prosince 1997, Bukurešť) byl rumunský malíř a jeden z největších portrétistů své země.

## Životopis
Bylo mu sedm let, když mu jeho otec Gheorghe, který byl kostelní malíř, postavil ve svém ateliéru vlastní malířský stojan. Učil svého syna podle přísných akademických pravidel. Corneliu se zajímal o umění, a po maturitě v roce 1926 a požádal o přijetí na Akademii výtvarných umění v Bukurešti, kde ale neuspěl. Svou první výstavu měl se svým otcem. V roce 1934 se stal studentem Nicolae Tonitza na univerzitě v Jasy. O dva roky později se oženil se spolužačkou. V roce 1938 byl pověřen navrhnout interiér Hasaské kaple. Během svého pobytu ve městě Oradea se seznámil s malíři Alfredem Macalikem, Erno Tiborem a Moritzem Baratem. V roce 1939 se stal asistentem na katedře malby výtvarných umění v Jasy a v roce 1946 profesorem malby. O dva roky později byl krátce zatčen a v roce 1949 suspendován bez udání důvodu. Přestěhoval se do Bukurešti, intenzivně se věnoval malování a podruhé se oženil. V roce 1954 získal Národní cenu za umění, o rok později zlatou medaili na Mezinárodní výstavě ve Varšavě. V roce 1956 se účastnil benátského bienále, stejně jako dalších výstav v Moskvě, Leningradu a v Praze. O dva roky později byl jmenován profesorem malby na Institutu výtvarných umění Nicolae Grigorescu v Bukurešti. V příštích několika letech cestoval do zahraničí, zúčastnil se řady výstav (v Káhiře, Londýně a Pekingu) a získal další ocenění. V roce 1988 se zhroutil na schodech ateliéru a ochrnul. Zemřel v 91 letech a je pochován na hřbitově Bellu v Bukurešti.

## Výstavy (výběr)
- 1964: Deutsche Akademie der Künste, Berlín (Ost)
- 1981: Magyar Nemzeti Galéria, Budapešť
- 1981: Albertinum, Drážďany
- 1984: Galerie Junge Kunst, Frankfurt nad Odrou
- 1997: Muzeul Național de Artă al României, Bukurešť
- 1998: Národní umělecké muzeum, Peking